# Наканиси, Юко
Юко Наканиси (род. 24 апреля 1981 года, Икеда, Осака, Осака) — японская спортсменка (плавание). Специализируется в плавании баттерфляем на дистанциях 100 и 200 метров.
В 2004 году приняла участие в летних Олимпийских играх в Афинах и выиграла бронзовую медаль на дистанции 200 метров баттерфляем. С 2008 по 2011 год являлась обладательницей рекорда Японии на дистанции 200 метров баттерфляем.